# La Paz (Bassa California del Sud)
La Paz è una città messicana, capitale dello stato della Bassa California del Sud e capoluogo dell'omonimo comune. Conta 244 219 abitanti secondo il censimento del 2015. Il suo porto si affaccia sul Golfo di California.

## Origine del nome
Sebastián Vizcaíno diede il nome alla città e al porto durante il suo viaggio nella penisola della Bassa California avvenuto tra giugno e novembre del 1596; stabilì un primo insediamento nella baia a cui diede il nome di Bahía de La Paz (Baia della pace).

## Economia

### Turismo
La Paz è una città con vocazione fortemente turistica e con ambizioni di crescita sul piano statale. Anche se è già la capitale della Bassa California del Sud vede fortemente contrapposta la turisticissima Cabo San Lucas dalla quale però si vorrebbe differenziare (almeno questo è quanto si evince da tutti i discorsi ufficiali del governatore e dai vari addetti del settore turistico) creando una piccola oasi di turismo di alto livello al quale offrire servizi qualitativi ed esclusivi anche da un punto di vista ecologico.
Una delle ricchezze turistiche è rappresentata proprio dal mare di Cortez (definito a suo tempo come "l'acquario del mondo" da Jacques Cousteau) che offre una ricchezza di fauna marina notevole.

## Infrastrutture e trasporti

### Aeroporti
Gnral. Manuel Márquez de León (Cod. IATA: LAP)